# Хартрон
Научно-производственное предприятие «Хартрон» — украинский холдинг (предприятия расположены в Харькове и Запорожье) по разработке, производству и эксплуатации автоматических систем управления ракетно-космической техники. Входит в перечень предприятий, имеющих стратегическое значение для экономики и безопасности Украины.

## История
Предприятие было основано в Харькове в 1959 году как ОКБ-692 (в последующем — КБ электроприборостроения, или п/я—67, научно-производственное объединение «Электроприбор») по разработке, производству и эксплуатации автоматических систем управления ракетно-космическими комплексами. Особое конструкторское бюро (ОКБ-692, а/я 67) по системам управления межконтинентальных ракет, размещалось тогда на Змиевском шоссе (теперь — Аэрокосмический проспект).
В СССР предприятие входило в тройку ведущих предприятий, создававших системы управления для ракетно-космической техники (в том числе для межконтинентальных баллистических ракет Р-36М и УР-100Н).
Ракеты-носители с системами управления разработки «Хартрона» («Циклон», «Энергия» и др.) вывели на орбиту около 1000 космических аппаратов серии «Космос», «Целина», «Океан», «Коронас», «Купон» и др.
Предприятие участвовало в создании систем управления для модулей «Квант-1», «Квант-2», «Кристалл», «Спектр», «Природа» космического комплекса «Мир», системы автоматической стыковки для функционально-грузового блока «Заря» международной космической станции (МКС).
После создания Национального космического агентства Украины «Хартрон» был передан в ведение НКАУ.

## Современное состояние
«Хартрон» представляет собой «холдинговую» компанию, предприятия которой расположены в Харькове и Запорожье. Впоследствии из ряда основных подразделений КБЭ был образован «Хартрон-Аркос», к которому в итоге перешла вся основная тематика предприятия. «Хартрон-Аркос» участвует в украинских, российских и международных космических проектах, создавая новые и модифицируя существующие системы управления ракет-носителей для обеспечения коммерческих пусков (комплексы «Циклон-4», «Днепр», «Рокот», «Стрела»).

## Продукция
Разработаны системы управления для:
Ракет:
- Энергия
- Циклон
- Циклон-4
- Р-16
- Р-9А
- Р-36
- РТ-20
- Р-36/Днепр
- УР-100Н

Орбитальных модулей:
- Квант-1
- Квант-2
- Кристалл
- Природа
- Спектр

Спутников:
- более чем 150 спутников серии «Космос»

## Руководители
В разные годы руководителями предприятия были Борис Михайлович Коноплёв, Владимир Григорьевич Сергеев, Анатолий Григорьевич Андрющенко, Яков Ейнович Айзенберг, Николай Иванович Вахно.
Главными конструкторами были: Анатолий Иванович Передерий, Борис Михайлович Коноплёв,
Главными инженерами были: Анатолий Иванович Чупринов, Григорий Иванович Лящев, Оккас Фёдорович Антуфьев.

## Происшествия
Пожар в корпусе Хартрона
8 января 2014 года в пятиэтажном заводском здании, принадлежащем заводу и находящемся в аренде у ООО «Харьковская ювелирная фабрика», произошёл пожар. Огонь охватил 4-й и 5-й этажи здания. Пытаясь спастись от огня, люди выпрыгивали из окон с 4 этажа. В больницы города поступили 7 человек, один из них в тяжелом состоянии. Кроме того в результате пожара погибли 8 человек.